# 小村镇
小村镇，是中华人民共和国陕西省咸陽市武功县下辖的一个乡镇级行政单位。

## 行政区划
小村镇下辖以下地区：
小村镇社区、西崆峒村、东崆峒村、薛固村、金铁寨村、水渠村、照官村、薛小村、仁村、薛祥村、尼安村、烧台村、马坊寺村、普中村、普东村、普西村、梅花村、何家村、郑村、黄家村、柳林村、高王村、永新村、永丰村、香尧村、香西村和永台村。